# Boros Gábor (labdarúgó, 1997)
Boros Gábor (Rimaszombat, 1997. szeptember 26. –) szlovákiai magyar labdarúgó, a Diósgyőr II játékosa.
Jelenleg a Putnok FC csapatát erősíti.

## Pályafutása
2008-ban Rimaszombatban kezdett focizni, előbb három évig az ŠK Tempus, majd megszűnése után egy évig az MŠK Rimavská Sobota színeiben. 2012-ben került a Diósgyőr akadémiájára, de előtte részt vett néhány edzésen és majd csak ezek után került az akadémiára. 2013. október 16-án debütált a ligakupában a Vasas ellen a második félidőben váltotta csereként Gosztonyi Andrást, majd a 71. percben a kapuba talált. 2014. május 23-án a Nyíregyháza elleni északkeleti rangadón debütált a bajnokságban, amikor is a 90. percben a csereként beállt és első labdaérintéséből eldöntötte a mérkőzést. 2016 novemberébe profi szerződést kapott klubjától. A 2016-17-es szezonra a másodosztályú Kazincbarcikához került kölcsönbe. A 2018-2019-es szezont a Budafoki MTE csapatánál töltötte kölcsönben.

## Statisztika
| Klub             | Szezon           | Bajnokság | Bajnokság | Kupa     | Kupa  | Ligakupa | Ligakupa | Nemzetközi | Nemzetközi | Összesen | Összesen |
| Klub             | Szezon           | Mérkőzés  | Gólok     | Mérkőzés | Gólok | Mérkőzés | Gólok    | Mérkőzés   | Gólok      | Mérkőzés | Gólok    |
| ---------------- | ---------------- | --------- | --------- | -------- | ----- | -------- | -------- | ---------- | ---------- | -------- | -------- |
| Diósgyőri VTK    | 2013–14          | 0         | 0         | 1        | 0     | 3        | 1        | -          | -          | 4        | 1        |
| Diósgyőri VTK    | 2014–15          | 1         | 1         | 0        | 0     | 1        | 0        | -          | -          | 2        | 1        |
| Összesen         | Összesen         | 1         | 1         | 1        | 0     | 4        | 1        | 0          | 0          | 6        | 2        |
| Karrier összesen | Karrier összesen | 1         | 1         | 1        | 0     | 4        | 1        | 0          | 0          | 6        | 2        |

### Sikerei, díjai
- Diósgyőri VTK:
  - Magyar ligakupa: 2013-14

## Magánélete
Édesapja, Boros Gábor szintén labdarúgó, aki megfordult a csehszlovák első osztályban Kassán és Besztercebányán is.